# Idionyx galeatus
Idionyx galeatus – gatunek ważki z rodziny Synthemistidae. Endemit Ghatów Zachodnich (południowo-zachodnie Indie); stwierdzony w stanach Tamilnadu, Kerala i Karnataka.